# San Nicolás (Copán)
San Nicolás é um município de Honduras, localizado no departamento de Copán.